# Joe Crawford
Joseph Reshard Crawford II (nascido em 17 de junho de 1986) é um basquetebolista profissional americano, que jogou pela última vez para o Erie BayHawks da NBA Development League, na posição de ala-armador. Ele jogou anteriormente pela Universidade de Kentucky, e foi selecionado como a 58.ª escolha geral pelo Los Angeles Lakers no Draft da NBA de 2008. Ele assinou com o Lakers em 27 de agosto de 2008, mas foi dispensado em 22 de outubro, durante a pré-temporada de 2008–09. O irmão de Crawford, Jordan Crawford, jogou basquete universitário pelo Indiana Hoosiers e pela Universidade Xavier.

## Ensino médio e recrutamento
Crawford cursou seu ensino médio na Renaissance High School em Detroit, onde levou sua equipe a um registro perfeito, com 27 vitórias e 0 derrotas, e ao título estadual. Ele foi nomeado para o McDonald's All-American Game em 2004. Crawford originalmente se comprometeu a jogar para a Universidade de Michigan, mas reabriu seu recrutamento e escolheu cursar a Universidade de Kentucky como parte de uma turma de calouros que também incluía Ramel Bradley e os também estrelas All-American Rajon Rondo e Randolph Morris.

## Carreira universitária
Crawford se tornou uma peça essencial na rotação da equipe em sua segunda temporada, tendo uma média de 10,2 pontos e 3,9 rebotes por jogo.
Durante seu terceiro ano, Crawford começou 32 dos 34 jogos, e teve média de 14 pontos, 4 rebotes, e 2,4 assistências por jogo. Ele foi o líder em pontuação em 8 jogos e marcou um novo recorde em sua carreira em uma derrota na prorrogação contra o Georgia Bulldogs com 29 pontos.
Crawford se tornou o 54.º Wildcat a marcar 1 000 pontos em sua carreira em 1 de dezembro de 2007, contra o North Carolina Tar Heels.
Em 20 de março de 2008, Crawford encerrou sua carreira com uma derrota para o Marquette Golden Eagles na rodada de abertura do Campeonato da NCAA. Crawford foi o maior pontuador do jogo, igualando seu recorde da carreira, com 35 pontos antes de ser excluído da partida por excesso de faltas pessoais.

## Carreira profissional
Joe Crawford foi escolhido pelo Los Angeles Lakers como a 58.ª escolha geral da segunda rodada do Draft da NBA de 2008. Ele assinou com o Lakers em 27 de agosto de 2008, e precisava conquistar um lugar na equipe para seu contrato ser garantido. Crawford foi dispensado pelo Lakers em 22 de outubro de 2008, após jogar todos os três amistosos da pré-temporada da NBA, tendo uma média de 8,3 minutos e 2,7 pontos. Ele então jogou na NBA Development League para o afiliado do Lakers, Los Angeles D-Fenders. Em 26 de março de 2009, Crawford foi chamado da D-League pelo New York Knicks e assinou um contrato de 10 dias. Em 6 de abril de 2009 ele assinou com o Knicks pelo resto da temporada. Em 22 de outubro de 2009, Joe Crawford foi dispensado do elenco do Knicks.
Após jogar para a equipe do Orlando Magic da Summer League no verão de 2010, Crawford assinou um contrato não-garantido com o Sacramento Kings. Ele foi dispensado em 15 de outubro, juntando-se então ao antigo companheiro de equipe na Universidade de Kentucky Randolph Morris, no Beijing Ducks. Ele mais tarde jogou para o Maccabi Rishon de Israel.
Em 18 de janeiro de 2015, ele foi adquirido pelo Erie BayHawks da NBA Development League. Em 12 de outubro, ele saiu do Erie para assinar com a recém formada AmeriLeague, no entanto, a liga foi dissolvida após a descoberta de que o fundador era um farsante.